# メタフォリカルレアリズム
メタフォリカルリアリズム（英語: Metaphorical realism）は、ロシアの画家ウラジーミル・クッシュが提唱した運動。比喩的写実主義とも。
人類という存在意義が直観的に表現された世界。メタフォリカルリアリズムにおける比喩的表現法とは、遠い昔の風景やとある出来事を潜在的に示したり、啓示的に連想したものであり、その世界観は数々の神話や詩、そして音楽から深く影響を受けている。
シュールレアリストのサルバドール・ダリやルネ・マグリットを連想させ、メタファー（比喩表現）を絵画に反映する運動（人間、神、創造または現代の神話や物語を絵に表現する時に、なじみ深い物を使い違った意味をもたせ写実的風景画として描く。人々を驚かせたり、観者を喜ばせるために制作されることもある。また、絵を眺め終わった後にその意味や物語をひとりひとりに創造させようという意図もみられる）。